# Чернов, Владимир Петрович
Влади́мир Петро́вич Черно́в (11 августа 1921, Братки, Тамбовская губерния — 17 октября 1947, Фрунзе) — командир расчета 82-мм миномета 1323-го стрелкового полка сержант — на момент представления к награждению орденом славы 1-й степени.

## Биография
Родился 11 августа 1921 года в селе Братки (ныне — Терновского района Воронежской области). Член КПСС с 1944 года. Образование начальное.
В 1940 году был призван в Красную Армию. В боях в Великую Отечественную с июня 1941 года. Минометчик Чернов особо отличился при освобождении Белоруссии.
13 января 1944 года во время боя вблизи населенного пункта Бобры сержант Чернов выдвинулся с минометом на открытую огневую позицию и вел прицельный огонь. Подавил 2 пулеметные точки, ликвидировал более 10 противников. Приказом от 3 февраля 1944 года сержант Чернов Владимир Петрович награждён орденом Славы 3-й степени.
12-14 июля 1944 года помощник командир взвода 1323-го стрелкового полка сержант Чернов в бою у города Пинск Брестской области Белоруссии заменил выбывшего из строя командира взвода и повел бойцов в атаку. Лично уничтожил противотанковой гранатой пулемет неприятеля вместе с расчетом. Приказом от 6 августа 1944 года сержант Чернов Владимир Петрович награждён орденом Славы 2-й степени.
30 октября 1944 года у в бою населенного пункта Эмбутэ в 14-15 км северо-восточнее города Приекуле командир расчёта 82-мм миномета сержант Чернов выдвинулся с минометом в боевые порядки пехоты. Точным огнём минометчики подавили 4 огневые точки, истребили более 10 противников.
Указом Президиума Верховного Совета СССР от 24 марта 1945 года за исключительное мужество, отвагу и бесстрашие, проявленные на заключительном в боях с вражескими захватчиками сержант Чернов Владимир Петрович награждён орденом Славы 1-й степени.
В 1945 году В. П. Чернов был демобилизован. Жил в городе Фрунзе. Умер 17 октября 1947 года.
Награждён орденами Славы 3-х степеней, медалями.